# La Paca
La Paca es una pedanía de Lorca, municipio español situado en la Región de Murcia. Se sitúa al Norte del municipio y es la cabecera de las llamadas Pedanías Altas de Lorca. Tiene una superficie de 78,319 km².
La Paca cuenta con un censo de 1.135 habitantes, según el INE de 2021.
Su economía se fundamenta principalmente en actividades industriales y agrícolas. Sus habitantes se dedican a la elaboración de esencias, a la construcción y al textil
Dentro de esta diputación encontramos un pequeño pueblo conocido como Las Terreras, el cual cuenta con una población de unos 100 habitantes.

## Toponimia
Mucho se ha especulado a lo largo de la historia sobre el nombre de la población, pero lo cierto es que recibe su denominación de Catalina de Paco (la Paca), dama ceheginera nacida en 1585, que fue la hacendada de aquel territorio a lo largo de siglo XVII, por haber contraído segundas nupcias en 1612 con el lorquino Miguel García Carrasco, propietario por aquel entonces de la hacienda que perteneció en el siglo XVI a Juan de la Cárcel. Siendo prácticamente la única casa existente en el lugar (antes de que se desarrollara la población), al quedar viuda en 1627, su hacienda y morada fue conocida como "La Casa de la Paca", y de esta forma sus descendientes fueron poblando la zona y labrando las tierras hasta constituir con el paso del tiempo el núcleo poblacional que dio origen al pueblo a comienzos del siglo XVIII.
Para intentar dar explicación al topónimo, se fraguó la leyenda en la cual la tradición popular inventó que un noble, señor de aquellos lugares, quiso poner a las tierras el nombre de su amante: "Paca". Al igual sucede con otra de las pedanías de Lorca: Doña Inés, que quiso ponerle el nombre de su esposa "Inés".

## Geografía
La Paca es una pedanía de Lorca, municipio español situado en la Región de Murcia. Es una de las pedanías situadas al Norte del municipio y pertenece a las llamadas Tierras Altas de Lorca. Sus coordenadas son  37°52’26.50″ de latitud norte y 1°50’13.52″ de latitud oeste.
Se encuentra a 27.8 km de Lorca y a 31.1 km de Caravaca. Se accede a ella siguiendo la RM-711 hasta tomar unir con la localidad.
Cuenta con una extensión de 78.31 km², siendo la tercera pedanía en extensión del municipio de Lorca. Se encuentra a una altitud de 730 m s. n. m.
Entre las principales elevaciones de la pedanía nos encontramos con:
- Las Tetas de la Tía Menchola: 709 m s. n. m.
- Cabezo del Asno: 798 m s. n. m.
- El Cabezo de Don Gonzalo: 950 m s. n. m.
- Cabezo Redondo: 999 m s. n. m.
- Umbría (Cerro de La Paca): 1029 m s. n. m.

## Demografía
En los últimos 20 años la población de La Paca ha descendido en un 6.66% debido a la despoblación. Esto cambia si tenemos en cuenta el máximo de población alcanzado en 2008, pues entonces la población habría disminuido en más de un 15%.
| Gráfica de evolución demográfica de La Paca entre 1920 y 2020 |
|                                                               |

## Comunicaciones

### Carreteras
La principal vía de comunicación que transcurre por esta localidad es la RM-711, que cruza el núcleo de población.
| Identificador | Denominación            | Itinerario          |
| ------------- | ----------------------- | ------------------- |
| RM-711        | De Venta Cavila a Lorca | RM-730 - A-7, Lorca |

## Fiestas patronales
Las Fiestas en honor a la Virgen de las Huertas que es la patrona de la pedanía de La Paca, se realizan durante el fin de semana más próximo al 8 de septiembre.
Existe gran tradición en la realización de una falla que es expuesta durante la duración de las fiestas y quemada para dar finalización a las mismas.